# Junior Bonner
Junior Bonner – amerykański western z 1972 roku.

## Główne role
- Steve McQueen - Junior JR Bonner
- Robert Preston - Ace Bonner
- Ida Lupino - Elvira Bonner
- Ben Johnson - Buck Roan
- Joe Don Baker - Curly Bonner
- Barbara Leigh - Charmagne
- Mary Murphy - Ruth Bonner
- Bill McKinney - Red Terwiliger
- Dub Taylor - Del
- Sandra Deel - Arlis
- Don Barry - Homer Rutledge
- Charles H. Gray - Burt
- Matthew Peckinpah - Tim Bonner
- Sundown Spencer - Nick Bonner
- Rita Garrison - Flashie
- Roxanne Knight - Merla Twine
- Sandra Pew - Janene Twine

## Fabuła
Junior Bonner był kiedyś mistrzem rodeo, ale jego sława dawno minęła. Decyduje się powrócić do rodzinnego Prescott. Na miejscu okazuje się, że sytuacja rodzinna pogorszyła się. Rodzice żyją w separacji, brat Curly pracuje w przedsiębiorstwie budowlanym, gdzie wykorzystuje swoich pracowników. Najstarszy z rodu, Ace Bonner, też był kiedyś mistrzem rodeo. Teraz marzy, by wyjechać do Australii, ale nie ma pieniędzy. Junior decyduje się wziąć udział w dorocznym rodeo w Prescott, z okazji Dnia Niepodległości...